# ハウメアの環

自転しているハウメアと周りに存在するハウメアの環

ハウメアの環では、準惑星ハウメアの周囲に存在する環について述べる。ハウメアの環は準惑星やエッジワース・カイパーベルト天体の中では初めて発見された天体の環である。なお、惑星以外で他に環を持つ天体にはカリクローやクワオアー、キロン（未確定）が知られている。

## 発見
2017年1月21日にハウメアがURAT1 533-1825の前を通過するところを観測する掩蔽観測が12個の望遠鏡によって行われ、ハウメアが恒星の前を通過する直前と直後に恒星のわずかな減光が観測されたが、これはハウメアに環が存在するということを示唆している。ハウメアの環の発見により、天体の環の存在が一般的であるという見解が広まった。なお、この観測によって同時にハウメアの詳細な情報を得ることができた。

## 形成
ハウメアの環はハウメアに天体が衝突したことが原因で形成された説がある。2つの衛星ヒイアカやナマカはハウメアへ他の天体が衝突したことが原因で形成されたと考えられているため、それらの物質の残りが環を形成したという可能性が提示されている。環は時間が経過するにつれてバラバラになっていくが、この衝突は数十億年前に起こったと推定されており、何らかの原因でそれが防がれているとされている。その他の説としては、ハウメアの自転の速さの影響で表面に存在していた物質が拡散したという可能性もある。

## 特性
この環は衛星であるヒイアカの軌道と同じく赤道面に存在している。ハウメアの環は天王星の環や海王星の環と似た物質で構成されており、半径2287km（ハウメアの上空1000km）の距離に存在しているとされる。幅は70km。ハウメアの自転の3分の1のスピードで周回していることが判明している。